# Su Hui
Su Hui (förenklad kinesiska: 苏蕙; traditionell kinesiska: 蘇蕙; pinyin: Sū Huì) var en kinesisk poet som levde under tiden för de sexton kungadömena (år 304-439). Hon är en av första stora, kvinnliga författarna vars verk är bevarade till eftervärlden, även om majoriteten av hennes verk har försvunnit. Hon är också en av de första kvinnliga poeterna vi vet om.

## Xuanji Tu
Su Hui är känd för sin komplicerade palindrom-dikt som hon skrev till sin man. Dikten heter "Xuanji tu" (förenklad kinesiska: 璇玑图; traditionell kinesiska: 璇玑圖) och består av ett rutnät av 29x29 tecken. Dikten kan läsas i olika riktningar och skapar cirka 3000 individuella dikter. Den är broderad med fem olika färger på silkestyg.

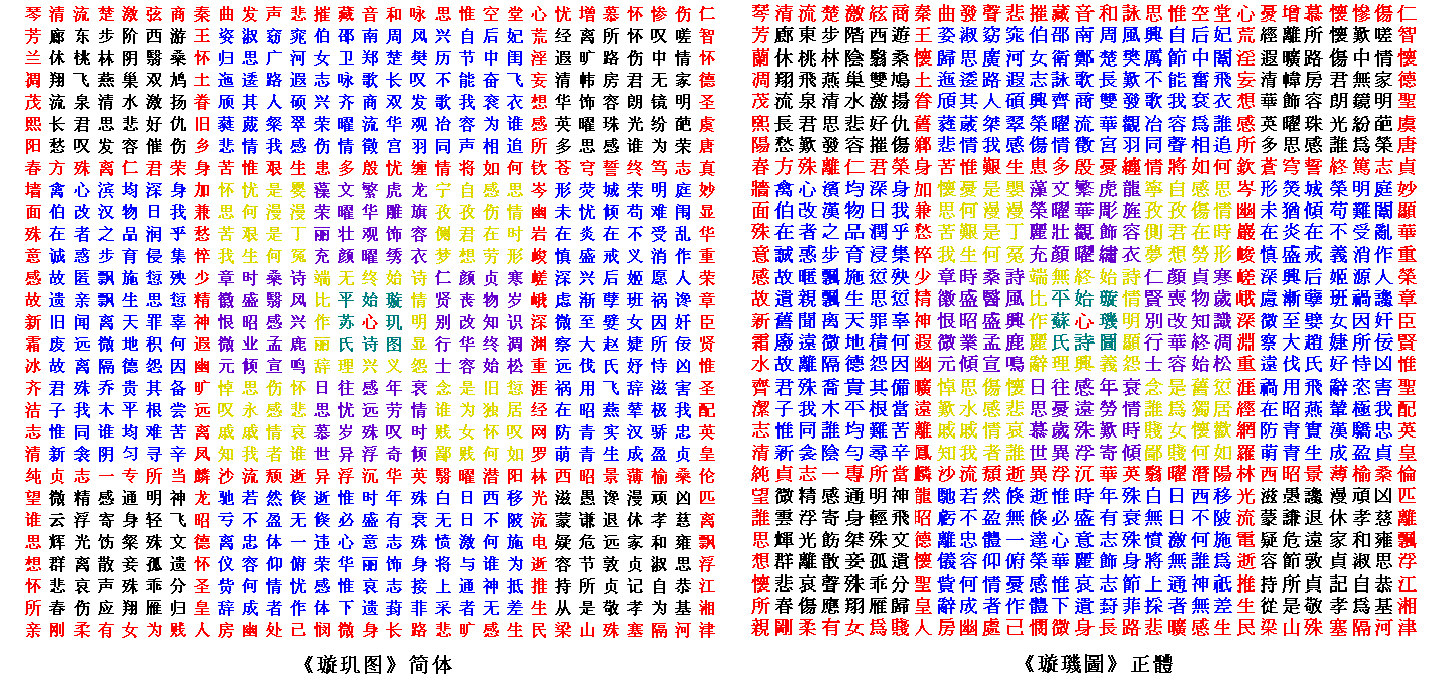
Xuanji Tu